# Natatolana taiti
Natatolana taiti är en kräftdjursart som beskrevs av Keable 1997. Natatolana taiti ingår i släktet Natatolana och familjen Cirolanidae. Inga underarter finns listade i Catalogue of Life.